# 鳴浜町パチンコ店員刺殺事件
鳴浜町パチンコ店員刺殺事件（なるはまちょうパチンコてんいんしさつじけん）とは、1999年（平成11年）10月1日に愛知県名古屋市南区鳴浜町二丁目で発生した強盗殺人事件。愛知県警による正式名称は南区鳴浜町地内パチンコ店店員に対する強盗殺人事件。

## 概要
1999年10月1日17時30分ごろ、愛知県名古屋市南区柴田本通二丁目のパチンコ店「パルコ柴田店」（座標）に犯人の男が入店した。男はパチスロ機で約1時間遊び、スロットマシンのコイン約1000枚を景品に交換しようとしたが、不審な点があったため、店員がコンピューターで男の台をチェックしたところ、1000枚も払い戻されていないことが判明した。実際には男が器具を使い、不正に約1600枚のメダル（時価約3万2000円相当）を流出させていたものである。店員が男から事情を聞こうとしたところ、男がいきなり逃走したため、店員3人で追い掛け、店から約400 m南東の路上で被害者の男性店員（当時28歳）が男を発見したが、男は追いかけてくる男性店員の左胸を持っていたナイフ（刃渡り6 - 7 cm）で刺した。店員は心臓を刺されており、搬送先の病院で約1時間後に死亡した。
愛知県警察本部刑事部捜査第一課と南警察署は殺人事件として逃走した男の行方を追い、翌2日には南署に捜査本部を設置した。捜査本部は翌2000年（平成12年）2月5日、目撃証言から中国籍の男（事件当時26歳）を犯人と断定し、強盗殺人容疑で全国に指名手配した。なお男にはパチンコの不正操作の共犯者がいたが、こちらは窃盗容疑で逮捕されている。
警察庁は2007年（平成19年）11月1日で、本事件が捜査特別報奨金制度の対象として指定し、犯人逮捕に結びつく有力情報の提供者に最大300万円の懸賞金を支払うことを決めた。応募期間は2013年（平成25年）までに6度延長されたが、逮捕につながる有力な情報が得られなかったことから、警察庁は2014年（平成26年）9月の告示で本事件を「今後も有力な情報が得られることは期待できない」と判断して対象事件から外すことを決め、報奨金の受付は同年10月末で終了した。
なお被害に遭ったパチンコ店「パルコ」は事件後の2006年（平成18年）2月13日にも売上金1000万円以上を奪われる強盗事件の被害に遭っている。同事件では犯人として男4人 (W・X・Y・Z) が逮捕されたが、Wは2005年（平成17年）11月まで同店の店長を務めていた人物で、毎週月曜日の開店直後に前週末の売上金を従業員が入金することを知っていたWが、常連客だったXに強盗を持ちかけたと見られていた。また、X・Yの2人は15歳だった2000年6月、名古屋中学生5000万円恐喝事件の加害者として中等少年院に送致されており、うち1人が同事件で逮捕・送検された少年10人余のリーダー格だった。

## 指名手配犯
- 生年月日：1973年3月27日
- 出身地：中国
- 身長：178cm位[2]
- 体格：やせ型[2]
- 特徴：眼鏡をかけている[2]